# 本太城
本太城（もとぶとじょう）は、岡山県倉敷市児島本荘にあった戦国時代の日本の城。

## 永禄以前
本太城の築城時期は不明である。室町時代中期の文明14年（1482年）には、源政繩・政吉兄弟が居城し、本荘八幡宮を襲撃している。
かつて児島半島は半島でなく島であり、本土との間は藤戸と呼ばれる海峡で隔てられていた。しかし中世の頃には土地の隆起と堆積により最も浅いところは干潮の時に歩いて渡れる程に浅くなり、児島は四国・讃岐から本土・備前の玄関口として機能していた。更に備前と備中の国境地帯でもあった。本太城は、児島西海岸の第1の要害と呼ばれた本太岬に存在し、北に本太港を備えた山城と海城の複合城郭であった。

## 本太城合戦

### 村上氏と香西氏との合戦
永禄11年の本太城合戦
室町時代、児島は備前でありながら阿波・讃岐守護であった細川氏の領地であったが、永禄年間の後期、児島の大部分は、備後を有する毛利元就と結び、備中をほぼ統一した三村家親の侵攻を受けその支配を受けていた。
永禄11年（1568年）、元太城において、讃岐の国人・香西氏と、能島村上水軍の村上武吉の間で争いが起こり、守備側の村上家臣・島吉利が香西又五郎を討ちとっている。

### 村上氏と毛利氏・香西氏との合戦
しかしながら、三好氏の後援を受けた香西氏の反撃が始まると村上氏は苦境に立たされ、大友氏（豊後）を仲介者として香西氏と和睦し、使者としても功を挙げた島吉利が本太城主となった。この頃から、村上武吉は毛利氏の敵であった大友氏、三好氏と誼を通じるようになった。
一方、備前では浦上宗景が勢力を拡大しており、その家臣である宇喜多直家が三村家親を暗殺し、永禄10年（1567年）の明善寺合戦でその子・三村元親を破り、永禄11年（1568年）には備前松田氏を滅ぼし、永禄12年（1569年）には離反した宇喜多直家を降し、備前ほぼ一国と美作・備中・播磨の一部という4ヶ国に跨る所領を持つ大名へと成長していた。
永禄13年（1569年）10月、浦上宗景は、大友宗麟と尼子勝久と通じ、毛利氏と敵対する。毛利氏と三村氏は、浦上氏（宇喜多氏）、大友氏（九州）、尼子氏残党（出雲）だけでなく、三好氏（阿波・讃岐）、三浦氏（美作）、山名氏（伯耆・因幡）とも敵対し、包囲されていた。元亀元年（1570年）10月、浦上宗景は織田信長･毛利元就と敵対する三好氏と結び、三木城（播磨）を攻撃。同月、宇喜多直家も毛利と敵対し幸山城（備前）を攻撃した。
元亀2年の本太城合戦
元亀2年（1571年）2月、村上武吉が浦上宗景と結び毛利家から離反した。小早川隆景は即座に本太城討伐の兵をあげ、同年4月には、本太城は陥落した。
この時、児島半島日比の国人四宮氏と、讃岐の香西元載が小早川隆景と結び、児島に上陸している。香西元載は賀陽城（通生）を攻め、その家臣の植松往正が守将の吉田右衛門尉を討ち取った。しかし続いて本太城を攻めた時に、霧の中の戦いとなり香西元載は戦死した。

### 毛利氏と三好氏・宇喜多氏との合戦
元亀2年5月、浦上宗景と宇喜多直家の要請を受けた三好家の重臣・篠原長房が阿波・讃岐の軍勢を率い児島に侵攻した。小早川隆景は粟屋就方に兵を与えて児島の救援に向かわせたが、5月の備前児島の戦いで浦上軍と援軍に駆けつけた三好氏配下の篠原長房率いる阿波水軍衆に惨敗を喫した。また備中では庄勝資が三村氏の本拠である松山城を占拠して宇喜多直家に内通し、同時に宇喜多勢が三村領を侵し幸山城を奪取した。
この間、毛利包囲網の攻撃が激化する中で毛利元就は病床にあったが、安国寺恵瓊を使者として京の足利義昭へと遣わせて大友・浦上・三好などとの和睦の周旋を依頼していた。しかし、三好が含まれている事に義昭が難色を示し失敗。6月14日には恵瓊の帰国を待たずして死亡し、毛利氏の家督は嫡孫毛利輝元へと移っている。
同年9月、再び備中佐井田城で植木秀資（秀長の子）の援軍である浦上・宇喜多と毛利・三村両陣営の武力衝突が起きたがこれも浦上・宇喜多軍が勝ち、三村元親の実兄庄元祐がこの戦で討ち死にした。本太城は宇喜多家臣の能勢頼吉に与えられた。
なお、この時期に児島にあった本淵城という城が三村元親の義兄弟である上野隆徳（三村家親の娘婿）の勢力下にあったとする史料があるが、「淵」を「太」の訛による変化とする説がある（後述）。

### 能勢氏・宇喜多氏のその後
同年12月、毛利氏と和睦した浦上宗景が足利義昭（織田信長）から「播美作之朱印」を受領し、三カ国の守護となる。
天正2年（1574年）3月、宇喜多直家が浦上宗景から離反し、毛利氏と同盟を結ぶ。これに憤った三村元親が毛利氏から離反し浦上宗景と結んだ。
天正3年（1575年）5月、毛利氏に攻められ松山城が落城し、三村元親が自害。
同年6月、三村家親の娘婿である上野隆徳の常山城（児島）も落城し、三村氏は滅亡した（備中兵乱）。
同年9月、宇喜多直家により、浦上宗景の天神山城が落城し、浦上宗景は上方に落ち延びた（天神山城の戦い）。
天正7年（1579年）10月、宇喜多直家は、毛利家から離反し織田信長に臣従。
天正9年（1581年）末、宇喜多直家が岡山城で病死。
天正10年（1582年）2月、宇喜多氏と毛利氏が備前国児島郡八浜で戦となり、宇喜多基家が戦死、宇喜多勢は敗走したが、本太城主･能勢頼吉を含む八浜七本槍の活躍でかろうじて毛利勢をくい止め、以降八浜城に籠城した（八浜合戦）。
本太城は、天正8年（1580年）まで存在している。

## 本太城に関する新説
歴史学者の畑和良は能勢頼吉の事績を再検討した結果、関ヶ原の戦い直前に作成された『宇喜多氏分限帳』によって360石を与えられている記録が残る能勢八十郎の父・寿讃（法名、出典は『妙本寺大堂常什回向帳』）と同一人物であるとした上で、その本拠地は頼吉に関する伝承が伝わる妙勝寺が建てられた旭川河口部右岸（当時、現在の岡山市北区船頭町付近）であるとした。更に本太城に近い児島通生にある般若院の記録に天正3年（1575年）に三村上野介（上野隆徳）の家臣である本淵城主大滝高泰から半鐘の寄進を受けたが、同年に高泰は常山城で滅亡し、豊臣秀吉の時代になって野瀬寿散が城主になったと記されていることを指摘した。畑は本淵城＝本太城、野瀬寿散＝能勢寿讃（頼吉）であるとした上で、以下の新説を唱えた。
- 永禄11年（1568年）、村上武吉の支配下にあり、島吉利が城主であった。
- 時期は不明だが、上野隆徳の支配下に入り、大滝高泰が城主になった。
- 天正3年（1575年）、備中兵乱によって上野隆徳は毛利氏に滅ぼされて大滝高泰も運命を共にし、その結果本太城は毛利氏の支配下に入った。
- 天正11年（1583年）、羽柴（後の豊臣）秀吉の中国国分の結果として児島全体が宇喜多秀家の支配下に入り、能勢頼吉が城主となった。
- 上記の中国国分の結果、連島が毛利輝元の支配下として認められて穂井田元清に与えられたため、毛利氏に対する備えとして本太城は直ちに廃城とはならず、関ヶ原の戦いで宇喜多氏が滅亡するまでは存続していた可能性が高い。

## 現在
現在の本太岬は、その目の前に水島港が埋立てによって作られ、更に北部と南部が陸地化され、岬の先端部の天神ケ鼻が岬状となって、水島港との間の呼松水路に突き出しているのみである。
しかし城の遺構は本太岬全体、特に天神ケ鼻に良好に残っており、主郭は不等辺五角形で、周囲は石垣で固められている。また竪堀や横堀も見られる。